# Ein weites Herz – Schicksalsjahre einer deutschen Familie
Ein weites Herz ist ein deutsches Filmdrama, welches sich an das Leben von Isa Vermehren (1918–2009) auf Grundlage von Matthias Wegners Buch Ein weites Herz. Die zwei Leben der Isa Vermehren anlehnt. Die Erstausstrahlung war am 1. April 2013 im ZDF.

## Handlung
Es geht in dem Film um die Familie Vermehren, die selbst dann zusammenhält, als Tochter Isa auf ihrer Examensfeier Nationalsozialisten provoziert und deswegen ihren Beruf als Lehrerin nicht ausüben darf. Daraufhin beschließt sie, Kabarettistin zu werden, wovon ihre Mutter Petra nicht angetan ist. Jedoch schafft Isa es, als Sängerin Anerkennung zu finden, und verliebt sich in den Pianisten Laurenz Weber. Bruder Erich macht sie schließlich mit Gräfin Elisabeth von Plettenberg bekannt, und beide verlieben sich ineinander. Der Vater Kurt, Familienoberhaupt, hat eine Geliebte, wovon auch die Mutter Petra erfährt. Trotz dieser und anderer Prüfungen hält die Familie zusammen. Erich geht mit seiner Frau Elisabeth, die er mittlerweile geheiratet hat, über Istanbul nach London. Auch als sich der Zweite Weltkrieg ankündigt und dann ausbricht, hält der Rest der Familie zusammen, genauso, als die halbe Familie (Vater Kurt, Mutter Petra, Sohn Michael und Isa) in Sippenhaft genommen wird.
Im KZ Ravensbrück begegnet Isa schließlich Danuta, einer Ordensschwester, die im Konzentrationslager uneingeschränkten Respekt genießt und Isa ihrem Glauben näher bringt. In dieser Zeit werden die Mutter Petra und Vater Kurt in eine gemeinsame Zelle verlegt, und in der Nachbarzelle befindet sich Bruder Michael, welcher kurze Zeit später abgeholt wird und dessen Verbleib ungewiss erscheint. Als der Krieg am Ende ist, befindet sich Isa auf einem Sammeltransport. Dieser wird von amerikanischen Soldaten schließlich angehalten, und die deutschen Bewacher ergeben sich, so dass die Gefangenen in Freiheit kommen.
Isa geht zurück nach Hause, findet im Haus ihrer Eltern die Geliebte ihres Vaters vor und lässt sie dort auch wohnen. Auch die Eltern von Isa werden freigelassen und kehren schließlich nach Hause zurück. Michael aber bleibt verschwunden, wofür die Familie Erich für seinen Alleingang verantwortlich macht. Dann reist Isa nach London, um Erich und seine Eltern zu versöhnen, was erst einmal nicht gelingt. Zurück aus London, erklärt Isa ihrer Familie, dass sie den Schwestern vom Heiligen Herzen Jesu beitreten wird. Bei ihrer Einkleidung als Novizin erhält sie Besuch von ihrem Bruder Erich und beide gehen auf den Hof des Klosters, wo schon ihre Eltern und auch Michael auf sie warten.

## Rezeption
„Der Untertitel ‚Schicksalsjahre einer deutschen Familie‘ verspricht mehr, vom Krieg ist außer die Sippenhaft nicht viel zu sehen. Als wäre der Krieg an der Familie vorbei gezogen. Der Film hat jedoch den Anspruch nur einen Aspekt des Lebens von Isa Vermehren zu zeigen. Ihren Weg zu Gott.“

„Historisches, melodramatisch getöntes (Fernseh-)Familien-Epos, das mit den gängigen Mitteln an Bombast und Emotionalität operiert, dabei aber durchaus um differenzierte Figurenzeichnung bemüht ist.“